# Прокоп'євський округ
Проко́п'євський округ (рос. Прокопьевский округ) — муніципальний округ Кемеровської області Російської Федерації.
Адміністративний центр — місто Прокоп'євськ, яке не входить до складу округу і утворює окремий Прокоп'євський міський округ.

## Історія
Прокоп'євський район утворено 4 вересня 1924 року у складі Томської губернії. 2 березня 1932 року район був ліквідований, територія перейшла до складу Прокоп'євської міської ради обласного підпорядкування. 18 лютого 1939 року район був відновлений, але вже у складі Новосибірської області. 26 січня 1943 року район увійшов до складу новоствореної Кемеровської області. 1957 року до складу району увійшла територія ліквідованого Кисельовського району. 1 січня 1963 року район був вдруге ліквідований, територія увійшла до складу Біловського та Новокузнецького районів. 11 січня 1965 року район знову відновлений.
Станом на 2002 рік район поділявся на 1 селищну та 18 сільських рад:
| Поселення                        | Площа, км² | Населення, осіб (2002) | К-ть НП | Населені пункти |
| -------------------------------- | ---------- | ---------------------- | ------- | --- |
| Трудармійська селищна рада       | -          | 5286                   | 5       | селище міського типу Трудоармійський, села Калиновка, Канаш, селища Інченково, Тиргаш                                                  |
| Бурлаківська сільська рада       | -          | 1475                   | 3       | село Бурлаки, селища Пушкіно, Ускат |
| Великоталдинська сільська рада   | -          | 1630                   | 3       | село Велика Талда, присілки Мала Талда, Осиновка                                                                                       |
| Верх-Єгоська сільська рада       | -          | 1655                   | 5       | село Верх-Єгос, селища Красна Поляна, Свобода, Тайбінка, Центральний                                                                   |
| Верх-Чумиська сільська рада      | -          | 655                    | 6       | село Верх-Чумиш, селища Малиновка, Октябринка, присілки Александровка, Алексієвка, Березовка                                           |
| Зенківська сільська рада         | -          | 857                    | 3       | село Новорождественське, селища Індустрія, Новий Путь                                                                                  |
| Калачовська сільська рада        | -          | 1979                   | 2       | селища Калачово, Матюшино |
| Каменно-Ключівська сільська рада | -          | 1287                   | 5       | села Єловка, Кара-Чумиш, Оселки, селище Каменний Ключ, присілок Каменний Ключ                                                          |
| Карагайлинська сільська рада     | -          | 2030                   | 5       | села Карагайла, Старосергієвка, селища Івановка, Тихоновка, Углерод                                                                    |
| Кольчегізька сільська рада       | -          | 899                    | 3       | селища Кольчегіз, Ускатський, Чапаєвський                                                                                              |
| Котинська сільська рада          | -          | 1693                   | 5       | села Котино, Соколово, селища Октябр, Тихта, присілок Киргай                                                                           |
| Кузбаська сільська рада          | -          | 1048                   | 4       | селища Майський, Октябрський, присілки Антоновка, Лук'яновка                                                                           |
| Лучшевська сільська рада         | -          | 1367                   | 2       | селища Лучшево, Шарап |
| Михайловська сільська рада       | -          | 1144                   | 3       | села Іганіно, Інченково, Михайловка |
| Сафоновська сільська рада        | -          | 2196                   | 10      | село Томське, селища Великий Керлегеш, Верх-Тереш, Золх, Кара-Чумиш, Красна Горка, Нижній Тереш, Новосафоновський, Смишляєво, Чистугаш |
| Севська сільська рада            | -          | 1101                   | 2       | село Кутоново, селище Севськ |
| Терентьєвська сільська рада      | -          | 4037                   | 4       | село Терентьєвське, селища Серп і Молот, Терентьєвська, Тихоновка                                                                      |
| Школьна сільська рада            | -          | 1222                   | 4       | селища Єгултис, Маяковка, Хлібозавода, Школьний                                                                                        |
| Яснополянська сільська рада      | -          | 2144                   | 4       | селища Ключі, Первомайський, Плодопитомник, Ясна Поляна                                                                                |

2004 року селищна та сільські ради були перетворені в сільські поселення, село Верх-Чумиш, присілки Александровка, Березовка та селище Октябринка були передані до складу Кисельовського міського округу. 2019 року район був перетворений в муніципальний округ, при цьому були ліквідовані усі сільські поселення:
| Поселення                             | Площа, км² | Населення, осіб (2010) | Населення, осіб (2019) | К-ть НП | Населені пункти |
| ------------------------------------- | ---------- | ---------------------- | ---------------------- | ------- | --- |
| Бурлаківське сільське поселення       | 275,70     | 3643                   | 3265                   | 9       | села Бурлаки, Карагайла, Кутоново, Старосергієвка, селища Івановка, Пушкіно, Севськ, Тихоновка, Ускат |
| Великоталдинське сільське поселення   | 338,50     | 1368                   | 1116                   | 3       | село Велика Талда, присілки Мала Талда, Осиновка |
| Калачовське сільське поселення        | 185,00     | 2502                   | 2721                   | 5       | село Новорождественське, селища Індустрія, Калачово, Матюшино, Новий Путь |
| Каменно-Ключівське сільське поселення | 145,70     | 981                    | 856                    | 5       | села Єловка, Кара-Чумиш, Оселки, селище Каменний Ключ, присілок Каменний Ключ |
| Кузбаське сільське поселення          | 495,00     | 2475                   | 2110                   | 9       | села Котино, Соколово, селища Майський, Октябр, Октябрський, Тихта, присілки Антоновка, Киргай, Лук'яновка |
| Михайловське сільське поселення       | 283,50     | 1002                   | 936                    | 5       | села Іганіно, Інченково, Михайловка, селище Малиновка, присілок Алексієвка |
| Сафоновське сільське поселення        | 791,10     | 5011                   | 5337                   | 16      | села Верх-Єгос, Томське, селища Великий Керлегеш, Верх-Тереш, Золх, Кара-Чумиш, Красна Горка, Красна Поляна, Нижній Тереш, Новостройка, Новосафоновський, Свободний, Смишляєво, Тайбінка, Центральний, Чистугаш |
| Терентьєвське сільське поселення      | 226,60     | 4922                   | 4757                   | 7       | село Терентьєвське, селища Кольчегіз, Серп і Молот, Терентьєвська, Тихоновка, Ускатський, Чапаєвський |
| Трудармійське сільське поселення      | 373,76     | 5193                   | 4994                   | 6       | села Калиновка, Канаш, селища Інченково, Тирган, Трудармійський, Углерод |
| Яснополянське сільське поселення      | 335,10     | 4345                   | 4352                   | 10      | села Лучшево, Шарап, селища Єгултис, Ключі, Маяковка, Первомайський, Плодопитомник, Хлібозавод, Школьний, Ясна Поляна                                                                                           |

## Населення
Населення — 30444 особи (2019; 31442 в 2010, 33705 у 2002).

## Населені пункти
| №  | Населений пункт                   | Населення, осіб (2002) | Населення, осіб (2010) |
| -- | --------------------------------- | ---------------------- | ---------------------- |
| 1  | Алексієвка, присілок              | 83                     | 58                     |
| 2  | Антоновка, присілок               | 85                     | 77                     |
| 3  | Бурлаки, село                     | 1198                   | 955                    |
| 4  | Велика Талда, село                | 1445                   | 1239                   |
| 5  | Великий Керлегеш, селище          | 406                    | 1043                   |
| 6  | Верх-Єгос, село                   | 1098                   | 1039                   |
| 7  | Верх-Тереш, селище                | 10                     | 10                     |
| 8  | Єгултис, селище                   | 86                     | 72                     |
| 9  | Єловка, село                      | 102                    | 67                     |
| 10 | Золх, селище                      | 10                     | 11                     |
| 11 | Івановка, селище                  | 120                    | 82                     |
| 12 | Іганіно, село                     | 184                    | 124                    |
| 13 | Індустрія, селище                 | 501                    | 381                    |
| 14 | Інченково, селище                 | 89                     | 55                     |
| 15 | Інченково, село                   | 287                    | 207                    |
| 16 | Калачово, селище                  | 1966                   | 1843                   |
| 17 | Калиновка, село                   | 134                    | 82                     |
| 18 | Каменний Ключ, селище             | 836                    | 680                    |
| 19 | Каменний Ключ, присілок           | 136                    | 91                     |
| 20 | Канаш, село                       | 46                     | 41                     |
| 21 | Карагайла, село                   | 1215                   | 1150                   |
| 22 | Кара-Чумиш, селище                | 60                     | 35                     |
| 23 | Кара-Чумиш, село                  | 147                    | 107                    |
| 24 | Киргай, присілок                  | 34                     | 38                     |
| 25 | Ключі, селище                     | 145                    | 105                    |
| 26 | Кольчегіз, селище                 | 504                    | 446                    |
| 27 | Котино, село                      | 910                    | 830                    |
| 28 | Красна Горка, селище              | 32                     | 29                     |
| 29 | Красна Поляна, селище             | 26                     | 20                     |
| 30 | Кутоново, село                    | 342                    | 223                    |
| 31 | Лук'яновка, присілок              | 145                    | 115                    |
| 32 | Лучшево, селище                   | 595                    | 630                    |
| 33 | Майський, селище                  | 226                    | 213                    |
| 34 | Мала Талда, присілок              | 175                    | 126                    |
| 35 | Малиновка, селище                 | 62                     | 40                     |
| 36 | Матюшино, селище                  | 13                     | 8                      |
| 37 | Маяковка, селище                  | 232                    | 238                    |
| 38 | Михайловка, село                  | 673                    | 573                    |
| 39 | Нижній Тереш, селище              | 31                     | 17                     |
| 40 | Новий Путь, селище                | 4                      | 6                      |
| 41 | Новорождественське, село          | 352                    | 264                    |
| 42 | Новосафоновський, селище          | 1342                   | 1468                   |
| 43 | Новостройка, селище               | 1301                   | 503                    |
| 44 | Октябр, селище                    | 106                    | 97                     |
| 45 | Октябрський, селище               | 592                    | 537                    |
| 46 | Оселки, село                      | 66                     | 36                     |
| 47 | Осиновка, присілок                | 10                     | 3                      |
| 48 | Первомайський, селище             | 334                    | 254                    |
| 49 | Плодопитомник, селище             | 534                    | 463                    |
| 50 | Пушкіно, селище                   | 242                    | 143                    |
| 51 | Свободний, селище                 | 322                    | 349                    |
| 52 | Севськ, селище                    | 759                    | 658                    |
| 53 | Серп і Молот, селище              | 81                     | 65                     |
| 54 | Смишляєво, селище                 | 283                    | 287                    |
| 55 | Соколово, село                    | 434                    | 388                    |
| 56 | Старосергієвка, село              | 107                    | 47                     |
| 57 | Тайбінка, селище                  | 76                     | 74                     |
| 58 | Терентьєвська, селище             | 775                    | 964                    |
| 59 | Терентьєвське, село               | 2849                   | 2845                   |
| 60 | Тирган, селище                    | 186                    | 146                    |
| 61 | Тихоновка (Бурлаківське), селище  | 463                    | 385                    |
| 62 | Тихоновка (Терентьєвське), селище | 332                    | 269                    |
| 63 | Тихта, селище                     | 209                    | 180                    |
| 64 | Томське, село                     | 7                      | 0                      |
| 65 | Трудармійський, селище            | 4831                   | 4769                   |
| 66 | Углерод, селище                   | 125                    | 100                    |
| 67 | Ускат, селище                     | 35                     | 0                      |
| 68 | Ускатський, селище                | 147                    | 124                    |
| 69 | Хлібозавода, селище               | 9                      | 6                      |
| 70 | Центральний, селище               | 133                    | 108                    |
| 72 | Чапаєвський, селище               | 248                    | 209                    |
| 73 | Чистугаш, селище                  | 15                     | 18                     |
| 73 | Шарап, село                       | 772                    | 795                    |
| 74 | Школьний, селище                  | 895                    | 825                    |
| 75 | Ясна Поляна, селище               | 1131                   | 957                    |